# David Naudé
Pour les articles homonymes, voir Naudé.
David Naudé, né le 9 mai 2001, est un grimpeur sud-africain.

## Biographie
David Naudé remporte la médaille d'argent en combiné aux Championnats d'Afrique d'escalade 2020 au Cap.

## Palmarès

### Championnats d'Afrique
- 2020 au Cap,  Afrique du Sud
  -  Médaille d'argent en combiné